# Dendrothele strumosa
Dendrothele strumosa är en svampart som först beskrevs av Elias Fries, och fick sitt nu gällande namn av P.A. Lemke 1965. Dendrothele strumosa ingår i släktet Dendrothele och familjen Corticiaceae.   Inga underarter finns listade i Catalogue of Life.